# Callicrate

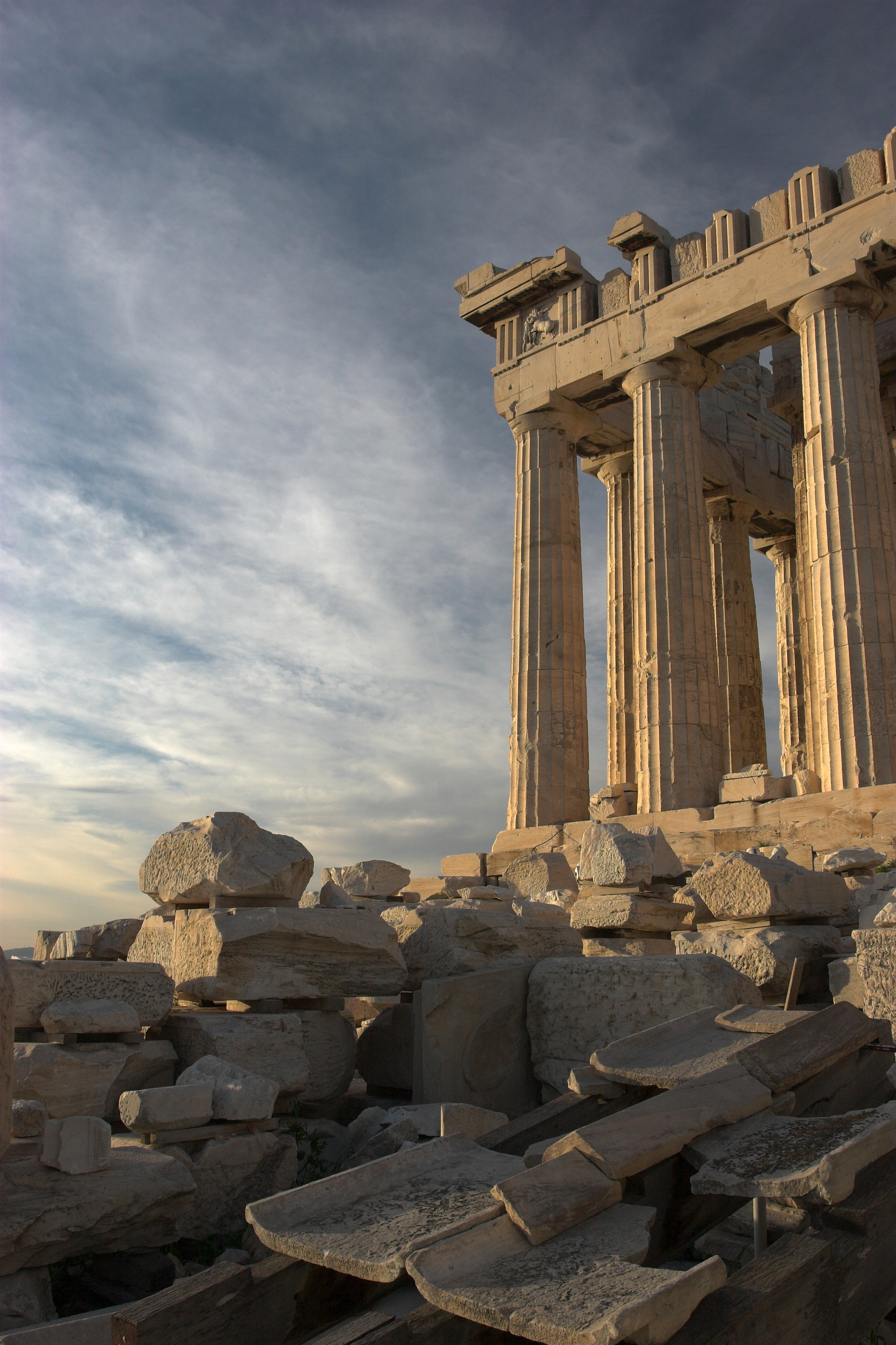
Vista da sud del Partenone, a cui lavorò Callicrate.

Callicrate (in greco antico: Καλλικράτης?, Kallikrátēs; Atene, 470 a.C. circa – Atene, 420 a.C. circa) è stato un architetto greco antico, attivo nel V secolo a.C., il cui nome è legato alla costruzione del Partenone e al progetto per il Tempio di Atena Nike sull'Acropoli di Atene.

## Biografia
Le notizie su di lui sono scarse. Secondo Plutarco, collaborò con l'architetto Ictino alla realizzazione del Partenone sull'Acropoli di Atene (anche se probabilmente in posizione subordinata, forse come direttore del cantiere o appaltatore), dal 447 al 438 a.C.
Un'iscrizione lo cita in seguito come progettista del Tempio di Atena Nike, che sorge sullo sperone sud-occidentale dell'Acropoli, nel 450 a.C., ma il tempio fu costruito solo molti anni dopo (425-427 a.C.), per cui il suo ruolo preciso è incerto. Dal momento che si trattava di un progetto molto innovativo, se Callicrate ne fu l'architetto ebbe una grande influenza in tutta l'architettura successiva.
Un'iscrizione lo identifica come uno dei costruttori del muro di cinta classico dell'Acropoli. Sempre secondo Plutarco fu il costruttore del muro difensivo che collegava Atene al Pireo (445-443 a.C.).
A lui è intitolato il cratere Callicrates, sul pianeta Mercurio.